# جوزفين هيربست
جوزفين هيربست (بالإنجليزية: Josephine Herbst)‏ هي كاتِبة وصحفية أمريكية، ولدت في 5 مارس 1892 في سيوكس سيتي في الولايات المتحدة، وتوفيت في 28 يناير 1969 في نيويورك في الولايات المتحدة.

## وصلات خارجية
- جوزفين هيربست على موقع إن إن دي بي (الإنجليزية)